# Trận Caen (1346)
Trận Caen (tiếng Anh: Battle of Caen, tiếng Pháp: Siège de Caen) là một trận đánh trong Chiến tranh Trăm Năm giữa Anh và Pháp diễn ra vào ngày 26 tháng 7 năm 1346 khi quân viễn chinh Anh dưới sự chỉ huy của Edward III tấn công thành Caen do quân Pháp nắm giữ. Với lực lượng áp đảo lên tới 12.000 đến 15.000 quân, một bộ phận quân Anh dưới quyền hai bá tước là Warwick và Northampton đã tấn công trước khi có chỉ thị. Caen thất thủ chỉ sau một cuộc giao tranh, dù trong thành vẫn còn 1.000 đến 1.500 binh lính đồn trú cùng một số lượng đông đảo cư dân có vũ trang do Đại nguyên soái Pháp Raoul II dẫn dắt. Trận chiến khép lại bằng thảm cảnh 5.000 binh sĩ và cư dân trong thành bị hành quyết bởi lực lượng chiếm đóng, vài quý tộc bị bắt giữ làm tù binh. Theo sau đó là một trận cướp phá quy mô lớn kéo dài liên tục trong năm ngày.
Cuộc tấn công là một phần trong chiến dịch chinh phạt Bắc Pháp của vua Edward III. Một tháng trước cuộc tấn công, người Pháp đã thất bại trong việc ngăn quân Anh đổ bộ lên Normandie. Họ cũng bị động hoàn toàn trước 15.000 binh lính Anh tại Gascogne. Hệ quả là quân Anh không gặp phải quá nhiều kháng cự để rồi dễ dàng tàn phá cả vùng Normandie trước khi tiến đánh Caen.
Năm ngày sau cuộc tấn công, người Anh đặt chân đến Seine. Đến ngày 12 tháng 8 thì họ chỉ còn cách Paris vỏn vẹn 20 dặm (32 km). Ngày 26 tháng 8, quân Anh tiến về phía bắc và hạ gục quân Pháp trong trận Crécy. Không lâu sau, họ tiếp tục giành chiến thắng trong cuộc vây hãm Calais – trận đánh mang ý nghĩa quyết định đến thành bại của toàn bộ chiến dịch.

## Bối cảnh
Kể từ cuộc chinh phạt của người Norman năm 1066, việc các ông vua Anh quốc trên thực tế vẫn sở hữu tước hiệu và đất đai của người Pháp đã gián tiếp biến họ trở thành những "chư hầu" của vua Pháp. Cùng với đó, mâu thuẫn trong phân chia thái ấp (đất phong) chính là nguồn cơn xung đột giữa hai quốc gia xuyên suốt thời kì Trung cổ. Tô điểm thêm cho bức tranh căng thẳng là chuỗi bất đồng không thể hàn gắn về quyền thừa kế ngai vàng giữa hai ông vua Philip VI và Edward III. Đỉnh điểm của mâu thuẫn đến vào ngày 24 tháng 5 năm 1337, khi Đại hội đồng Hoàng gia Pháp ở Paris đã quyết định lấy lại Công quốc Aquitaine (tương ứng với vùng Gascogne) từ tay người Anh, lấy cớ Edward III đã vi phạm nghĩa vụ của một chư hầu. Điều này đã góp phần khơi mào cho cuộc chiến kéo dài 116 năm giữa Anh và Pháp.
Dù cho Gascogne là nguyên nhân gây ra chiến tranh, Edward cũng kịp để lại ít binh lính nằm vùng tại đây. Bất cứ khi nào quân Anh xuất hiện ở Bắc Pháp, những binh sĩ này sẽ phối hợp từ phía bên trong. Edward dự định tấn công Pháp vào đầu năm 1345 theo ba hướng: một nhóm nhỏ sẽ dong buồm đến Bretagne, nhóm lớn hơn sẽ do Bá tước Henry dẫn đầu thẳng tiến Gascogne, còn tập đoàn quân chủ chốt sẽ hộ tống Edward đổ bộ lên Bắc Pháp hoặc vùng Flandre (Vlaanderen ngày nay). Về phần người Pháp, từ ngay đầu năm 1345, họ đã bắt đầu tiến hành xây dựng thế trận phòng ngự ở vùng tây nam. Họ cũng biết được kế hoạch chia quân làm ba mặt trận của Edward và hướng chính mà quân Anh dự định sẽ đổ bộ khi những gián điệp của họ đã mang về những thông tin vô cùng quý giá. Nhưng vấn đề với quân Pháp là họ thiếu kinh phí để tản quân chốt chặn ở mỗi địa điểm. Vì vậy, ngày 22 tháng 7, người Pháp quyết định dồn tất cả nguồn lực cùng quân đội lên vùng Arras (phía bắc nước Pháp), bỏ mặc cho vùng đất phía tây nam tự xoay xở dựa trên nguồn lực có sẵn.
Ngày 29 tháng 6 năm 1345, hạm đội chủ lực Anh dưới sự chỉ huy của Edward III nhổ neo ra khơi. Trên đường di chuyển, họ có ghé qua Sluis (một thị trấn nhỏ thuộc Bá quốc Flandre) để Edward tham dự vào một vài công việc ngoại giao tại đó. Mãi đến 22 tháng 7, họ mới tiếp tục di chuyển. Điểm đến dự định là Normandie, nhưng do gặp phải bão tố và thời tiết xấu, hầu hết hạm đội tan tác, buộc phải quay về các hải cảng của Anh. Tuy nhiên, Edward và hội đồng hoàng gia không rút lui ngay mà cố gắng trì hoãn thêm một tuần nữa nhằm tìm ra một giải pháp thích hợp, nhưng do phần nhiều binh mã đã lênh đênh hơn năm tuần trên biển nên họ không thể ở lâu hơn được nữa. Tình thế ngặt nghèo đó khiến hạm đội chủ lực Anh không thể hành động gì trước mùa đông. Ý thức rõ điều này, Philip VI nhanh chân triển khai quân tiếp viện đến Bretagne và Gascogne. Cũng trong thời gian ấy, quân của Bá tước Henry đã tiến hành chiến dịch Gascogne tấn công cơ quan đầu não Pháp ở vùng tây nam nước này, xóa sổ hai đại quân Pháp ở Bergerac và Auberoche, chiếm giữ hơn 100 thành trì và pháo đài của người Pháp ở Périgord và Agenais, giúp cho quân Anh có được lợi thế to lớn trước cuộc đổ bộ. Cuối năm 1345, Henry hạ thành Aiguillon, nơi được xem như thành trì quan trọng về chiến lược và hậu cần, là "chìa khóa dẫn đến Gascogne".

## Mở đầu
Jean II, Công tước xứ Normandie – con trai và người kế vị của Philip VI – người từng phụ trách tất cả các lực lượng Pháp ở tây nam vương quốc mùa thu trước đó, nay lại tiếp tục gánh vác trọng trách này. Vào tháng 3 năm 1346, đại quân Pháp do Jean đảm nhiệm có số lượng từ 15.000 đến 20.000 quân, vượt trội hơn so với bất kỳ lực lượng nào của người Anglo-Gascon. Lực lượng này hành quân về Aiguillon và bao vây thành vào ngày 1 tháng 4. Chỉ một ngày sau, lệnh tổng động viên được ban bố ở miền nam nước Pháp. Có thể nói, Pháp đã huy động mọi nguồn tài chính, hậu cần và nhân lực vào cuộc tấn công này.
Người Pháp cũng nhận thức rõ mối nguy hiểm từ hạm đội của Edward III, nhưng họ cho rằng lựa chọn đổ bộ thay vì cập thuyền vào cảng là bất khả thi. Thêm nữa, Edward còn có một đồng minh cũ lúc thuận lúc hòa ở Flandre. Người Pháp tính toán rằng hạm đội của Edward sẽ neo đội thuyền vào một hải cảng nào đó thuận tiện. Đó chỉ có thể là Bretagne hoặc Gascogne. Theo lẽ thường, Edward có lẽ sẽ đến Gascogne để giải vây cho thành Aiguillon đang bị Pháp tấn công. Vì vậy, Phillip VI quyết định cử lực lượng hải quân hùng mạnh của mình ra nghênh chiến. Tuy nhiên, vì quá dựa dẫm vào lực lượng này cộng với công nghệ thời đó quá lạc hậu, người Pháp chuốc lấy thất bại trong việc ngăn Edward III vượt qua eo biển.

Lược đồ hành quân của Edward III năm 1346

Chiến dịch đổ bộ bắt đầu vào ngày 11 tháng 7 năm 1346 khi hạm đội gồm hơn 700 tàu của Edward (được xem như hạm đội quy mô nhất của nước Anh thời đó) khởi hành từ miền nam nước Anh và cập cảng ở St. Vaast la Hogue (cách Cherbourg 20 dặm) vào ngày hôm sau. Theo ước tính, người Anh có từ 12.000 đến 15.000 quân, bao gồm các binh sĩ Anh, xứ Wales, lính Đức cùng một số lính đánh thuê người Breton và binh lính đồng minh. Một số nam tước người Norman vốn không hài lòng với sự cai trị của Philip VI cũng tham gia. Người Anh bước đầu đạt được bất ngờ về chiến lược và ung dung hành quân về phía nam. Edward lập tức triển khai chiến lược chevauchée (sử dụng một đội truy kích quy mô lớn, tiến hành cướp bóc, tàn phá trên toàn lãnh thổ Pháp) nhằm làm suy yếu tinh thần và vật lực của đối thủ. Bằng chiến lược này, lính Anh đã san bằng mọi thị trấn trên đường đi, cướp bóc bất cứ thứ gì họ có thể lấy từ dân chúng. Các thị trấn Carentan, Saint-Lô và Torteval cũng như nhiều thị trấn nhỏ khác đều bị phá hủy khi quân đội đi qua. Hạm đội Anh di chuyển song song với tuyến đường quân đội, tàn phá sâu trong nội địa tận 5 dặm (8 km), thu lượm số lượng lớn chiến lợi phẩm cùng nhiều tàu bỏ hoang. Họ cũng bắt hoặc thiêu rụi hơn một trăm tàu, 61 trong số này được chuyển đổi thành tàu quân sự. Mục tiêu ban đầu của Edward là chiếm lấy Caen – trung tâm văn hóa, chính trị, tôn giáo và tài chính của vùng Tây Bắc Normandie. Ông hy vọng bằng cách chiếm lĩnh thành trì quan trọng này, một mặt, quân đội của ông có thể thu lại những phí tổn gây ra do cuộc chinh phạt, mặt khác, gây áp lực buộc Pháp phải nhượng bộ.

## Diễn biến
| “                                                                              | ...To lớn và mạnh mẽ, ngập tràn hàng hóa, vải vóc, các nhà buôn cùng những phụ nữ quý tộc, những nhà thờ nguy nga... Tráng lệ làm sao khi đâu đó trong thành phố này ngự một pháo đài thuộc hạng bậc nhất ở Normandie... | ” |
| — Jean Froissart (nhà sử học người Pháp thời Trung cổ) nhận xét về thành Caen. | |   |

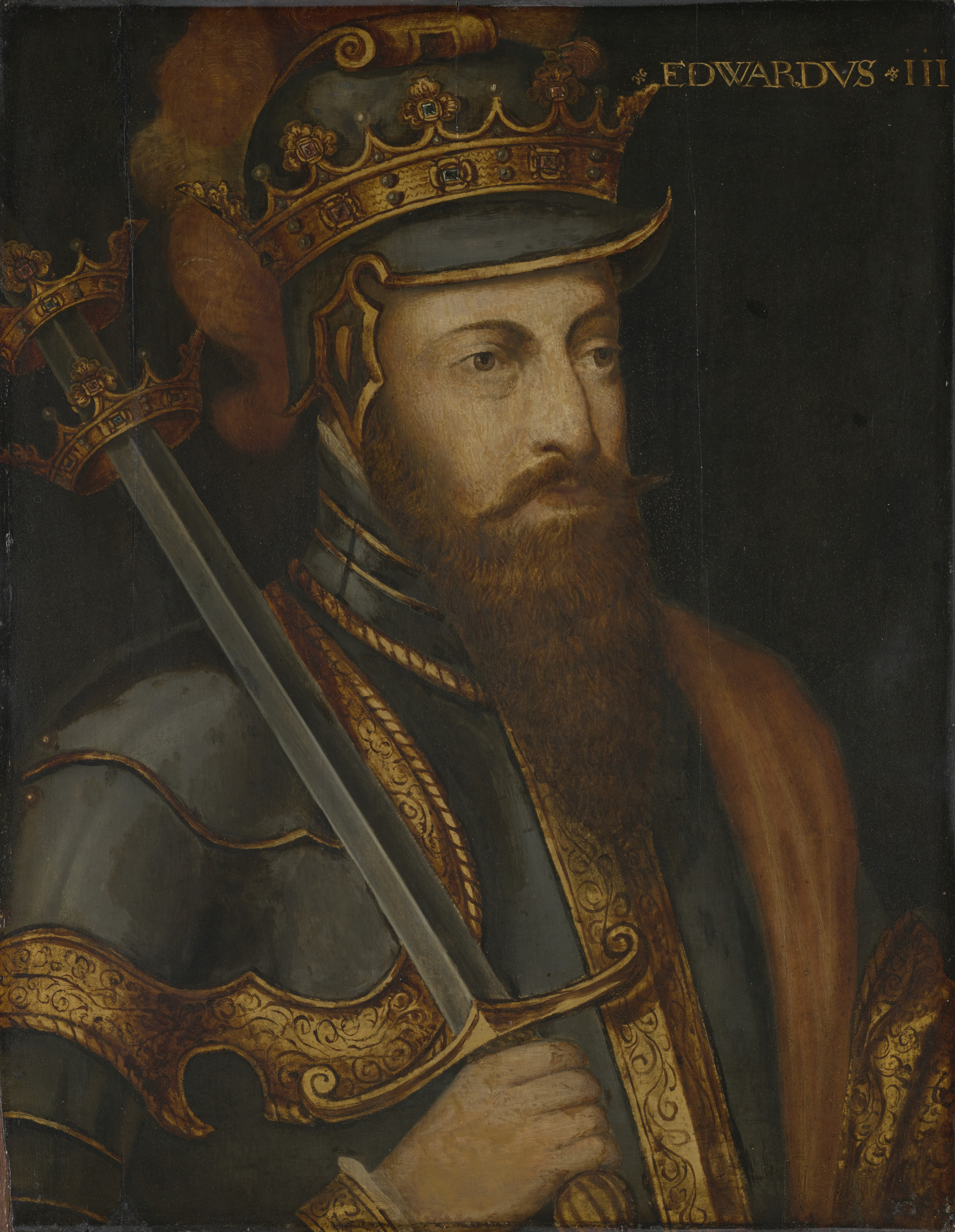
Chân dung Edward III

Caen là một thành phố cổ nằm ở bờ bắc sông Orne, lớn hơn đa số thành thị ở nước Anh hồi ấy (trừ London). Một nhánh của con sông này (sông Odon) chia Caen ra làm hai phần rõ rệt: khu phố cổ và khu phố mới. Bao bọc toàn bộ khu phố cổ là bức tường thành kiên cố, bên trong là tòa lâu đài chắc chắn. Mặc dù vậy, nhiều vị trí tường thành đã xuống cấp và hư hỏng, bất chấp những nỗ lực sửa chữa và ứng biến vào phút chót. Điều này khiến nó trở nên mong manh trước sự xâm nhập của quân Anh. Khu phố mới (Ile Saint-Jean) là một hòn đảo nằm biệt lập giữa hai con sông Orne và Odon – nơi sinh sống chủ yếu của thương nhân và lãnh chúa. Hơn thế nữa, hòn đảo này chỉ kết nối với các bờ lân cận bằng ba cây cầu kiên cố nên việc bảo vệ, kiểm soát có vẻ dễ dàng hơn. Tuy nhiên, vào mùa hè, khi nước sông bắt đầu trở nên cạn đi, người ta có thể lợi dụng những vị trí này mà lội qua rất dễ dàng. Thành Caen còn có hai tu viện lớn vững chắc, mỗi tu viện tọa lạc ở mỗi bên của thành phố, có thể dùng làm pháo đài chống lại bất kỳ lực lượng tấn công nào. Ngoài ra, thành phố cũng được bảo vệ bởi 1.000 đến 1.500 binh sĩ thường trực, chiếm phần lớn là lính bắn nỏ chuyên nghiệp cùng một số lượng đáng kể dân thường có vũ trang nhưng không rõ bao nhiêu. Thủ lĩnh của họ là Đại nguyên soái Raoul II, nhân vật cao cấp trong hệ thống phân cấp quân đội Pháp lúc bấy giờ.
Một ngày trước cuộc tấn công, quân Anh phái sứ giả đến gặp hội đồng thành phố kèm điều khoản đầu hàng. Theo đó, tính mạng và tài sản của người dân sẽ được đảm bảo nếu họ chấp nhận buông vũ khí. Hội đồng dứt khoát khước từ những điều khoản đó và đem tay sứ giả giam vào ngục. Ở chiều ngược lại, sáng sớm ngày 26 tháng 7, quân Anh đã có mặt ở bên ngoài các bức tường thành. Họ ngay lập tức chiếm giữ các tu viện không được canh gác, trước khi tiến hành một cuộc tấn công theo kế hoạch vào khu phố cổ. Edward không muốn lãng phí thì giờ thực hiện chiến lược bao vây vì đơn giản quân Anh không hề chuẩn bị phương tiện để làm việc đó. Raoul II ban đầu dự định bảo vệ khu phố cổ và tòa lâu đài, nhưng dưới áp lực từ những công dân giàu có, ông buộc phải di dời phòng tuyến sang Ile Saint-Jean. Việc thu quân gấp gáp này đã gây ra thảm họa, vì các biện pháp phòng ngừa kịp thời lên toàn bộ khu vực đã không được chú trọng do binh lính mải tập trung vào cuộc di tản vội vã.
Nhận thấy rằng khu phố cổ không được canh phòng kĩ lưỡng, người Anh nhanh chóng chiếm cứ nó. Một lực lượng nhỏ cũng được phái đi phong tỏa lâu đài ở phía bắc thành phố, nơi đóng quân của 300 lính Pháp dưới sự chỉ huy của Guillaume Bertrand. Sau thắng lợi bất ngờ ở khu phố cổ, Edward thay đổi kế hoạch, tấn công luôn khu phố mới, ra lệnh cho binh sĩ đánh chiếm những cây cầu được bảo vệ ở bờ bắc sông Odon. Khi binh lính được điều động tấn công, các kỵ binh hạng nặng và cung thủ người Anh vì quá hăng hái trước chiến lợi phẩm sẽ cướp được nên không nghe lệnh của chỉ huy, lao lên các cây cầu trước khi đội hình hoàn toàn vào vị trí. Tuy cuộc tấn công về danh nghĩa là chỉ huy bởi Bá tước Warwick, Bá tước Northampton và Nam tước Talbot, nhưng họ có rất ít quyền kiểm soát binh lính. Nhận thấy điều này, Edward yêu cầu quân đội rút lui nhưng lệnh của ông cũng chẳng còn tác dụng nữa.
| “                | Quả là không thể nào thích hợp hơn cho vua Anh cùng binh lính của ông ta khi con sông chảy qua thị trấn lại trở nên cạn khô đến độ một tập đoàn quân hùng hậu có thể vượt qua dễ dàng mà chẳng hề hấn gì. Nó giúp họ [lính Anh] tránh khỏi tử địa trên cầu. | ” |
| — Jean Froissart | |   |

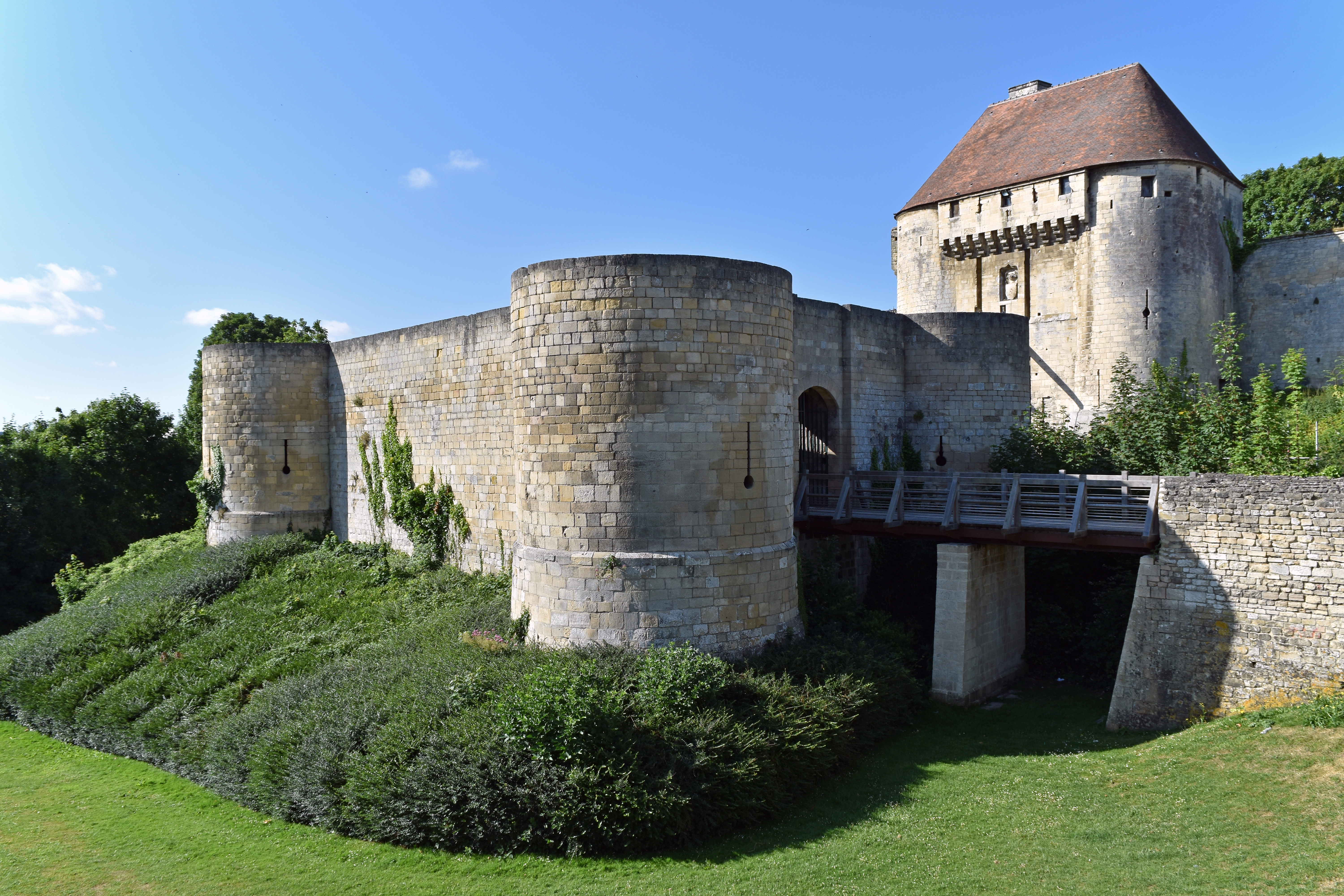
Một góc pháo đài Caen (ngày nay)

Khi hàng trăm binh lính Anh băng qua các cây cầu, phần lớn lính gác của Pháp ở đó cũng ập vào. Hai bên đánh nhau giáp lá cà. Trong khi đó, ở một hướng khác, một bộ phận lính Anh và lính xứ Wales, gồm những lính cung dài và lính cầm thương, vô tình phát hiện những chỗ nước nông trên dòng sông do thời gian khô hạn kéo dài. Họ ngay lập tức nhân cơ hội lội qua. Mặc dù gặp khá nhiều khó khăn bởi cung tên tẩm lửa từ quân địch, nhưng những binh lính này vẫn xoay xở tiếp cận được hàng thủ ứng biến tốt của Pháp dọc bờ sông. Tuy nhiên, do dàn trải quá mỏng dẫn đến phòng thủ kém hiệu quả, đội hình Pháp bị xuyên thủng ở nhiều nơi. Kết quả là quân Anh lọt qua được khu phố mới, đánh thọc vào phía sau lưng đội hình Pháp đang bận chiến đấu trên cầu. Đến lúc này, quân Pháp hoàn toàn sụp đổ. Vài sĩ quan cao cấp nhất của Pháp lên ngựa, mở đường máu bỏ chạy về lâu đài, số khác thì lui về tử thủ trong tòa tháp gần đó. Dĩ nhiên, tất cả các binh sĩ còn lại đều bị giết sạch, chỉ trừ một số ít sĩ quan và thị dân giàu có là được tha mạng nhưng thay vào đó, họ trở thành tù binh. Bá tước Raoul cũng không ngoại lệ.

## Hậu chiến
| “                         | Những cư dân tội nghiệp trước viễn cảnh không còn đường thoát đã tự rào chắn xung quanh và nhốt mình trong nhà để tự vệ. Họ ném bất kỳ thứ gì có thể, từ gạch, đá đến đồ nội thất lên đầu quân Anh. Chúng phá cửa, xông vào nhà, vượt qua rào chắn bằng thanh kiếm sắc lạnh cùng ngọn lửa vô hồn. Chúng hãm hiếp phụ nữ bên đống lửa cháy âm ỉ, tàn sát bất cứ ai, từ người già đến trẻ nhỏ. Mỗi ngôi nhà là nơi chứng kiến sự bao vây, nơi bão tố kinh hoàng lặp đi lặp lại. | ” |
| — Abel Hugo (sử gia Pháp) | |   |

Trong men say chiến thắng, lính Anh đã cướp phá toàn bộ thành phố, thiêu rụi phần lớn công trình, thu giữ hàng nghìn đồng livre có giá trị cũng như tàn sát có hệ thống phân nửa cư dân. Những người trốn được về vùng nông thôn thì bị kỵ binh truy đuổi bắt lại. Phụ nữ bị đem ra làm vật mua vui cho binh lính say xỉn. Số ít trong số họ may mắn được các hiệp sĩ người Anh cứu thoát khỏi việc bị cưỡng hiếp hoặc bị giết sau khi hoàn thành "nhiệm vụ". Ít nhất 2.500 thi thể người Pháp sau đó đã được chôn cất trong các ngôi mộ tập thể bên ngoài thành phố. Không dưới 5.000 người đã thiệt mạng trong những ngày chiếm đóng của quân Anh. Về phía quân Anh, ngoại trừ một kỵ sĩ thiệt mạng, còn lại không có ghi chép cụ thể hơn về thương vong sau cuộc chiến, dù cho tổn thất của các cung thủ và lính cầm thương có thể khá lớn.
Cuộc cướp phá diễn ra liên tục trong năm ngày. Trong thời gian đó, Edward đã nỗ lực rồi thất bại trong việc chiếm giữ tòa lâu đài. Ông cũng đến mộ phần của tiên đế William Kẻ chinh phạt để tỏ lòng tôn kính. Trong số những tù binh Pháp, có một vài quý tộc đã bị giam giữ liên tục trong nhiều năm trước khi quân Anh đem họ đi đòi tiền chuộc. Điển hình có Bá tước Raoul. Ông này được thả về Pháp năm 1350 và lĩnh án tử hình theo lệnh của nhà vua. Ở một diễn biến khác, người Anh cũng phát hiện ra một chỉ thị từ vua Pháp hướng dẫn các nhóm đột kích người Norman phá hoại bờ biển phía nam nước Anh. Quân Anh sau đó đã dùng chỉ thị này trong nhiều năm như một cái cớ để khuấy động tinh thần chống Pháp trong dân chúng, từ đó cưỡng bách họ tòng quân.
Ngày 1 tháng 8, quân đội Anh rời thành hướng về phía nam. Họ đến sông Seine và sau đó tiến về Paris. Đến ngày 12 tháng 8 họ chỉ còn cách Paris 20 dặm, nhưng họ không tiến đến Paris mà lại đổi hướng di chuyển về phía bắc. Một tháng sau khi chiếm được Caen, bằng cách đánh cũ, họ lần lượt chiến thắng ở trận Blanchetaque và nhiều nơi khác tại vùng Somme. Vào ngày 28 tháng 8, quân Anh nghiền nát đội quân chủ lực của Pháp chỉ huy bởi chính Philip VI trong trận Crécy, khiến người Pháp hứng chịu tổn thất nặng nề về sinh mạng. Chiến dịch kết thúc bằng thắng lợi vang dội sau 12 tháng vây hãm Calais, biến nó trở thành một hải cảng trung chuyển của người Anh trong suốt 200 năm tiếp theo.

### Sách
- Abel Hugo (1841). Histoire générale de France depuis les temps les plus reculés jusqu'à nos jours: illustrée et expliquée par les Monumens de toutes les Epoques, Tập 4. H.L. Delloye. Lưu trữ bản gốc ngày 6 tháng 4 năm 2020. Truy cập ngày 6 tháng 4 năm 2020.
- Allmand, Christopher (2005). The Hundred Years War: England and France at War c. 1300 – c. 1450. Cambridge: Cambridge University Press. ISBN 978-0521319232.
- Burne, Alfred (1999) [1955]. The Crecy War. Ware, Hertfordshire: Wordsworth Editions. ISBN 978-1840222104.
- DeVries, Kelly (2006). Infantry Warfare in the Early Fourteenth Century: Discipline, Tactics, and Technology. Woodbridge, Suffolk; Rochester, NY: Boydell Press. ISBN 978-0851155715.
- Fowler, Kenneth Alan (1969). The King's Lieutenant: Henry of Grosmont, First Duke of Lancaster, 1310–1361. New York: Barnes & Noble. OCLC 164491035.
- Gribit, Nicholas (2016). Henry of Lancaster's Expedition to Aquitaine 1345–46. Woodbridge, Suffolk: Boydell Press. ISBN 978-1783271177.
- Harris, Robin (1994). Valois Guyenne. Royal Historical Society Studies in History. Quyển 71. London: Boydell Press. ISBN 978-0861932269.
- Harvey, John (1976). The Black Prince and his Age. Totowa, New Jersey: Rowman & Littlefield. ISBN 978-0874718188.
- Henri Prentout (1904). Mémoires de l'Académie nationale des Sciences, Arts et Belles-Lettres de Caen (1904). H. Delesques. Bản gốc lưu trữ ngày 3 tháng 3 năm 2016. Truy cập ngày 2 tháng 4 năm 2020. {{Chú thích sách}}: Đã định rõ hơn một tham số trong |archiveurl= và |archive-url= (trợ giúp)
- Kortüm, Hans-Henning, biên tập (2010). Transcultural Wars: from the Middle Ages to the 21st Century. Walter de Gruyter. ISBN 978-3050049953.
- Lucas, Henry S. (1929). The Low Countries and the Hundred Years' War: 1326–1347. Ann Arbor: University of Michigan Press. OCLC 960872598.
- Oman, Charles (1998) [1924]. A History of the Art of War in the Middle Ages: 1278–1485 A.D. London: Greenhill Books. ISBN 978-1853673320.
- Ormrod, W. Mark (2012). Edward III. New Haven: Yale University Press. ISBN 978-0300119107.
- Prestwich, M. (ngày 13 tháng 9 năm 2007). Plantagenet England 1225–1360. Oxford: Oxford University Press. ISBN 978-0199226870.
- Rodger, N.A.M. (2004). The Safeguard of the Sea. London: Penguin. ISBN 978-0140297249.
- Rogers, Clifford J (1994). "Edward III and the Dialectics of Strategy, 1327–1360". Transactions of the Royal Historical Society, Vol. 4. Cambridge: Cambridge University Press on behalf of the Royal Historical Society. tr. 83–102. JSTOR 3679216. OCLC 931311378. Lưu trữ bản gốc ngày 2 tháng 4 năm 2020.
- Rogers, Clifford J (2004). Bachrach, Bernard S; DeVries, Kelly; Rogers, Clifford J (biên tập). The Bergerac Campaign (1345) and the Generalship of Henry of Lancaster. Woodbridge, Suffolk: Boydell Press. ISBN 978-1843830405. ISSN 0961-7582.
- Sumption, Jonathan (1990). Trial by Battle. London: Faber and Faber. ISBN 978-0571200955.
- Sumption, Jonathon (1999). Trial by Fire. London: Faber and Faber. ISBN 0-571138969.

### Báo chí
- King, Andy (2002). "According to the Custom Used in French and Scottish Wars: Prisoners and Casualties on the Scottish Marches in the Fourteenth Century". Journal of Medieval History. Quyển 28 số 3. tr. 263–290. ISSN 0304-4181. Lưu trữ bản gốc ngày 2 tháng 4 năm 2020.
- Ormrod, W.M (2008). "Crécy and Calais, 1346–1347". Edward III. Oxford Dictionary of National Biography. Lưu trữ bản gốc ngày 2 tháng 4 năm 2020.

### Khác
- Crowcroft, Robert; Cannon, John (2015). "Gascony". The Oxford Companion to British History. Oxford: Oxford University Press. tr. 389. ISBN 978-0199677832.
- Wagner, John A. (2006). "Auberoche, Battle of (1345)". Encyclopedia of the Hundred Years War. Woodbridge, Suffolk: Greenwood. tr. 3. ISBN 978-0313327360.
- Fowler, Kenneth (1961). Henry of Grosmont, First Duke of Lancaster, 1310–1361 (PDF) (PhD thesis). Leeds: University of Leeds. Lưu trữ (PDF) bản gốc ngày 2 tháng 4 năm 2020.